# Batalha das Equinadas
A batalha das Equinadas foi uma batalha naval travada em 1427 no arquipélago das Equinadas, ao largo da Grécia ocidental, entre as armadas do Império Bizantino e de Carlos I Tocco, déspota do Epiro e conde de Cefalónia e Zacinto. O confronto saldou-se numa vitória decisiva dos Bizantinos, a última na história naval do Império, e levou à consolidação do domínio bizantino do Peloponeso sob o Despotado de Moreia.

## Contexto
No início do século XV, a península do Peloponeso encontrava-se dividida entre três potências: o Principado Latino da Acaia, no norte e oeste, o Despotado de Moreia, no sul e leste, e Argos e Náuplia, Coron, Modon e alguns fortes auxiliares mantidos pela República de Veneza. Os Bizantinos tentavam ativamente conquistar o principado moribundo, ao mesmo tempo que o Império Otomano em plena expansão ameaçava todos os estados da região. Carlos I Tocco, o governante do Condado palatino de Cefalónia e Zacinto, de Lêucade e do Despotado do Epiro, aproveitou os combates entre Bizâncio e Acaia para estender os seus domínios ao Peloponeso: em 1407-1408 as suas tropas cercaram e saquearam a fortaleza de Glarentza, no noroeste do Peloponeso, e em 1421 comprou a sua posse permanente a Olivério Franco, que a tinha conquistado ao príncipe de Acaia Centurião II Zacarias três anos antes.
Em fevereiro de 1423, foi negociada uma trégua precária entre Zaccaria, Tocco e os Bizantinos, mediada pelos Venezianos, que estavam desejosos de estabelecer uma frente comum contra os Otomanos, mas isso não impediu um raide de grande envergadura dos Otomanos na península, comandado por Turacanes Bei, nem tampouco evitou o agressivo déspota bizantino da Moreia, Teodoro II Paleólogo, de atacar territórios venezianos e mesmo capturar Centurião II Zaccaria em junho de 1424. Inicialmente os Bizantinos pareceram satisfeitos em deixar Tocco em paz, pois também ele tinha querelas com Zaccaria, mas a guerra acabou por estalar no final de 1426, por causa das tropas de Tocco se terem apoderado dos animais de pastores albaneses durante a migração anual que estes efetuavam desde os planaltos centrais controlados pelos Bizantinos para a planície da Élida.

## Batalha e rescaldo
O imperador bizantino João VIII Paleólogo viajou pessoalmente para o Peloponeso e as forças bizantinas montaram cerco a Glarentza por terra e por mar. Tocco reuniu uma frota dos seus domínios nas ilhas Jónicas e no Epiro, reforçada com navios de Marselha, e colocou-a sob o comando do seu filho ilegítimo, Torno. A armada bizantina, comandada por um tal de Leontário (provavelmente Demétrio Láscaris Leontário), encontrou a frota latina nas Equinadas e derrotou-a com um golpe esmagador: a maior parte dos navios de Tocco foram apresados, muitos dos tripulantes forma mortos, e foram feitos mais de 150 prisioneiros. O próprio Torno conseguiu escapar por um triz. A vitória foi descrita num extenso panegírico anónimo a Manuel II Paleólogo e ao seu filho João VIII, uma obra que é também a principal fonte de informações sobre a batalha.
A derrota pôs fim às ambições de Tocco no Peloponeso. Num acordo negociado, o irmão de João VIII (que depois reinaria como imperador com o nome de Constantino XI) casou com Madalena Tocco (depois conhecida como Teodora Tocco), sobrinha de Carlos Tocco, e recebeu como dote as possessões da família Tocco no Peloponeso. Tendo como base os antigos domínios de Tocco, sob a liderança de Constantino, os Bizantinos prosseguiram a guerra contra o que restava do Principado da Acaia. Patras caiu em maio de 1430, e em 1432, Constantino e os seus irmãos tinham deposto os últimos estados-vassalos latinos e restituído todo o Peloponeso ao controlo bizantino, à exceção das possessões venezianas.